# Tocotronic

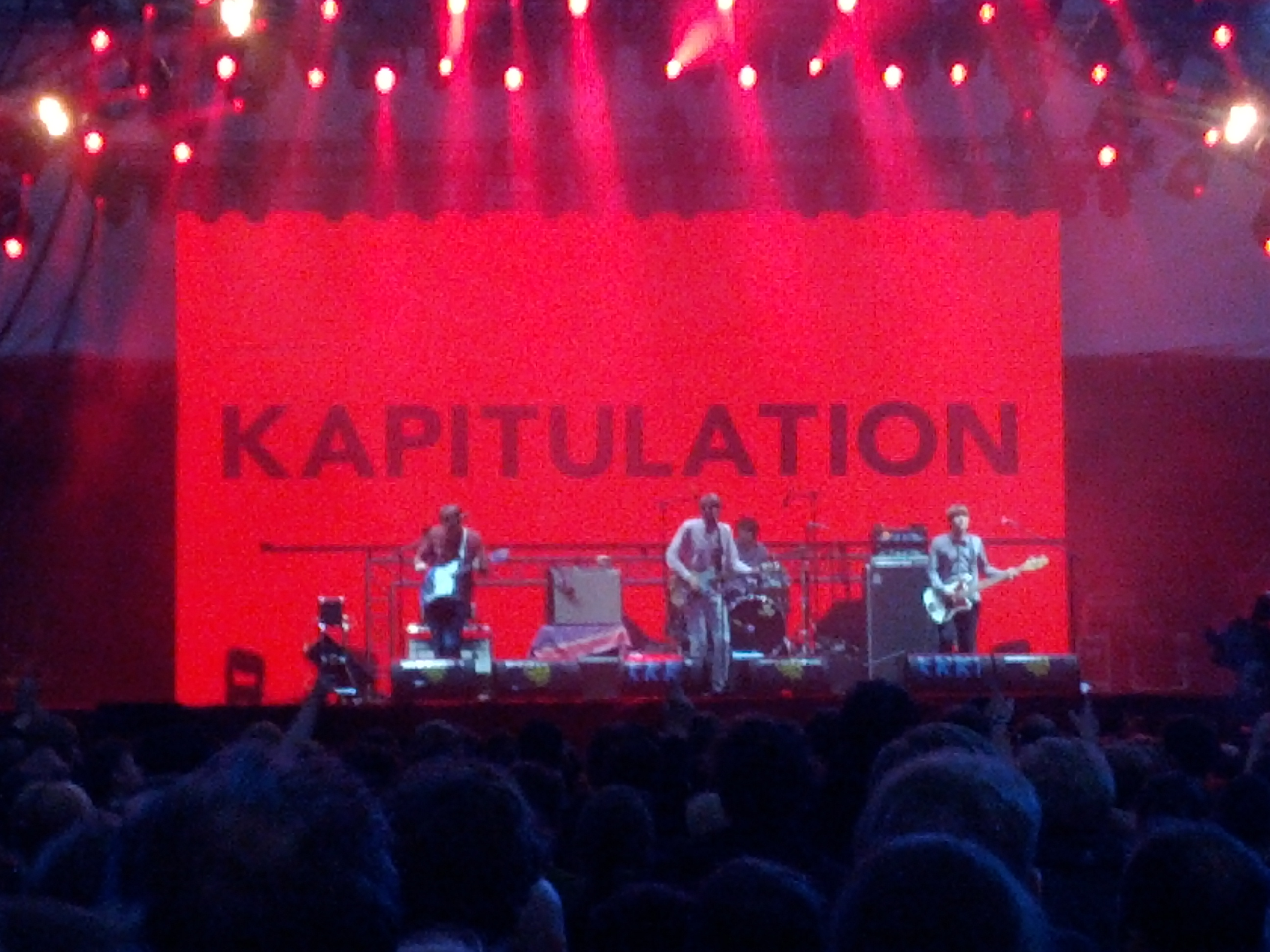
Tocotronic em 2005

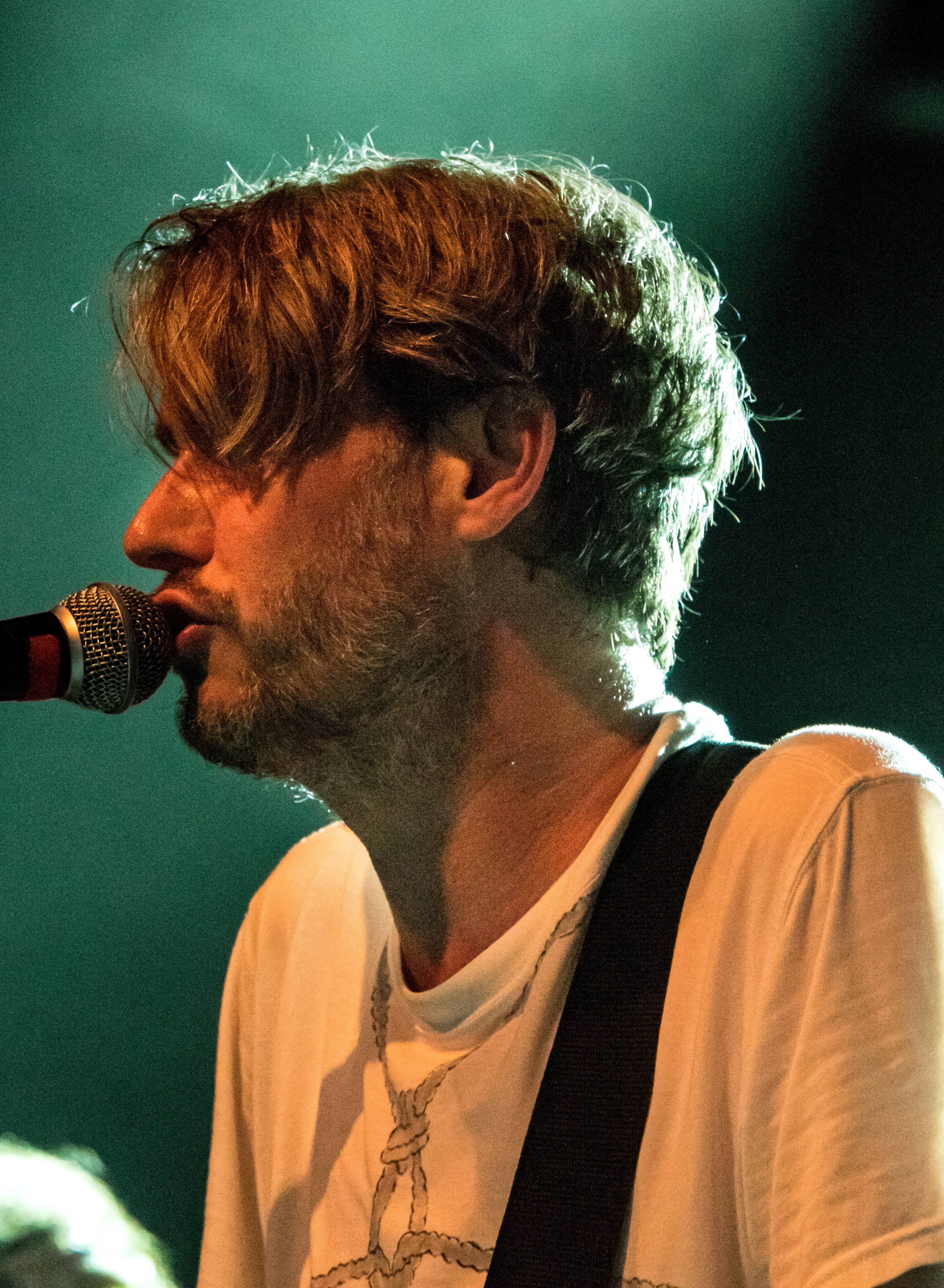
Zelt-Musik-Festival em 2015 Freiburg, Alemanha

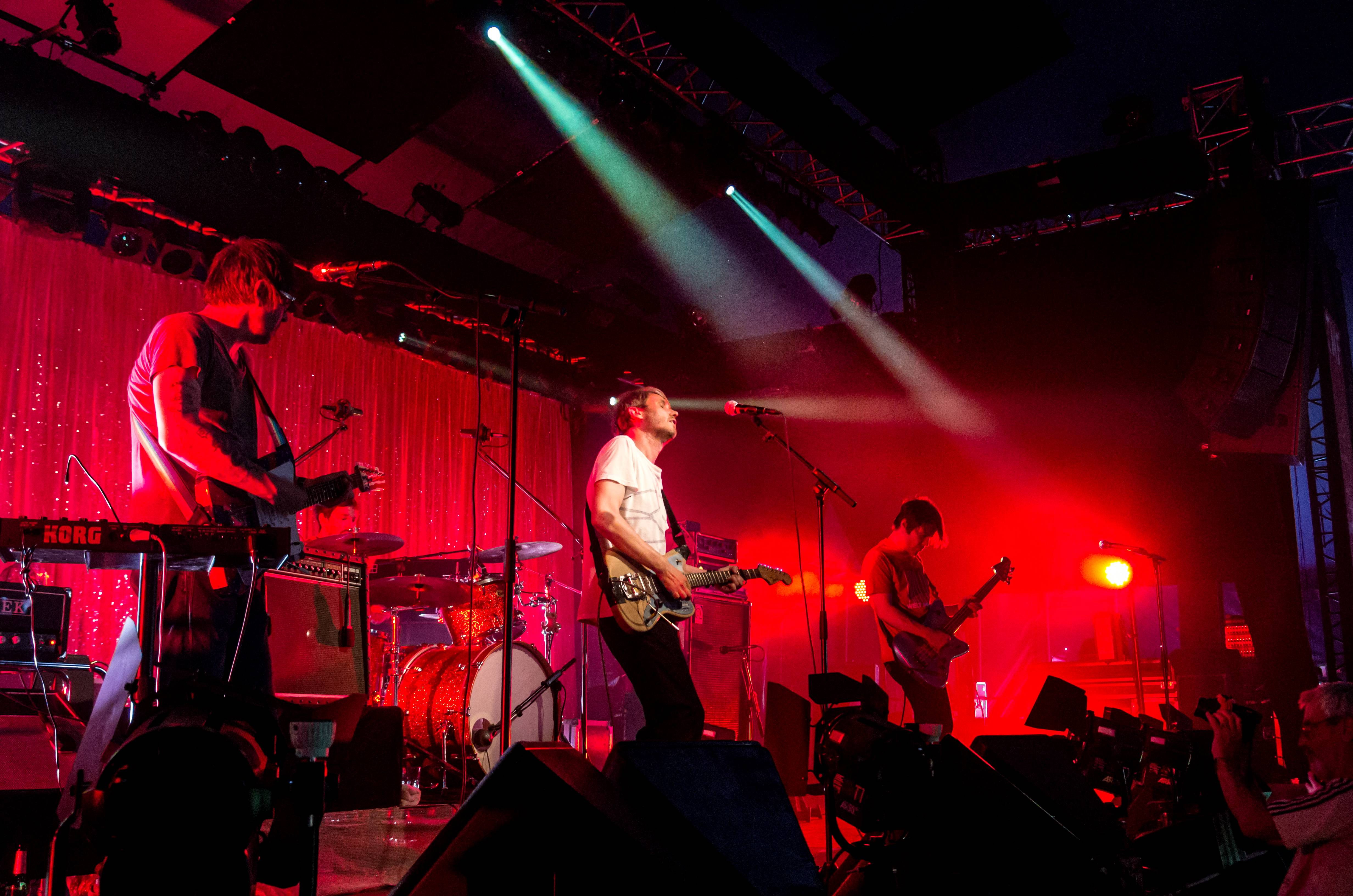
Zelt-Musik-Festival em 2015 Freiburg, Alemanha

Tocotronic é uma banda de indie rock alemã, fundada em 1993 (ver 1993 na música). Similar ao antiga banda Blumfeld ou a banda Die Sterne, são considerados uma parte do movimento Hamburger Schule. Eles são influentes para bandas que procuram como Wir sind Helden.
Tocotronic assinaram com a "L' Age D' Or", uma gravadora alemã independente situado em Hamburgo, em 1994, depois rapidamente ganhando popularidade na cena local. Seu estilo precoce consiste de slogans irônico ("Eu quero ser parte de um movimento de juventude") e quase-diário como composição, emparelhado com um som de rock lo-fi. Em 1995 eles lançaram seu álbum de estréia  "Digital ist besser" (digital é melhor). O terceiro álbum, lançado em 1996, foi o primeiro a bater nas paradas alemãs. A música ficou mais complexo ao longo do tempo, suas letras menos direta, resultando em um som que foi comparada com a do pavimento no álbum Tocotronic de 1999 "K.O.O.K". O auto-intitulado "White Album", lançado em 2002, apresenta canções oníricas, metafóricas, fortemente produzido, altamente polido, que conclui um curso lento, mas constante longe de suas primeiras obras "Eins zu eins ist jetzt vorbei" - (um para-um é mais agora).
Desde o início de sua carreira, a marca registada do Tocotronic tem sido se reinventar constantemente. Claro que isso também se aplica ao novo álbum Wie wir leben wollen ("Como queremos viver"). Depois do pounk á moda do folclore vienense, elegias intermináveis e rock puro e simples, o novo CD foi realizado segundo regras autoimpostas: as gravações deviam ser produzidas inteiramente à maneira dos primeiros álbuns conceituais pop, em formato analógico e fitas magnéticas de apenas quatro pistas – ao invés de 48 ou mais canais digitais, como é comum hoje em dia. Querem fazer um determinado tipo de pop psicadélico, tresloucado, lúdico. Por isso gravaram o álbum, "em princípio, da mesma forma que os Beatles, os Beach Boys ou os Zombies".
Os membros da banda são atuais e posições Jan Müller (baixo), Arne Zank (bateria), Dirk von Lowtzow (guitarra, vocais) e, desde 2004, Rick McPhail (guitarra, teclado).

## Discografia

### Álbuns de estúdio
- 1995: Digital ist besser ("Digital é melhor")
- 1995: Nach der verlorenen Zeit ("Depois do tempo perdido")
- 1996: Wir kommen um uns zu beschweren ("Nós vimos reclamar")
- 1997: Es ist egal, aber ("Não importa, mas")
- 1999: K.O.O.K.
- 1999: K.O.O.K. (Versão inglesa)
- 2002: Tocotronic
- 2005: Pure Vernunft darf niemals siegen ("Razão pura nunca deve prevalecer")
- 2007: Kapitulation ("Capitulação")
- 2010: Schall und Wahn ("Som e Fúria")
- 2013: Wie wir leben wollen ("Como nós queremos viver")

### Best Of, Live, Remixes
- 1998: Live in Roskilde (limited edition of 2222 CDs, mailorder only)
- 1998: The Hamburg Years (export only)
- 1998: Tocotronic - Tocotronics (VHS/PAL)
- 2000: K.O.O.K. - Variationen (remixes done by a number of artists)
- 2004: Tocotronic – 10th Anniversary (CD/DVD)
- 2005: The Best of Tocotronic (CD/double-CD)
- 2008: Kapitulation Live

### Singles and EPs
- 1994: Meine Freundin und ihr Freund (7"; My girlfriend and her boyfriend)
- 1995: Freiburg (live, 7")
- 1995: Ich möchte Teil einer Jugendbewegung sein (12"; I want to be part of a youth movement)
- 1995: You are quite cool (7")
- 1996: Die Welt kann mich nicht mehr verstehen (12"/CD; The world can't understand me anymore)
- 1996: Split with Chokebore (7")
- 1996: Split with Christoph de Babalon (7")
- 1997: Dieses Jahr (12"/CD; This year)
- 1997: Sie wollen uns erzählen (12"/CD; They want to tell us)
- 1997: Themenabend (Live In Dresden, 7", limited edition: 500 pieces Red Vinyl; Theme evening)
- 1998: Split with Fuck (7")
- 1999: Jackpot (12"/CD)
- 1999: Let There Be Rock (12"/CD)
- 1999: Live auf dem Petersberg (7", limited edition: 1000 pieces - 500 Clear / 500 Black Vinyl; Live on Petersberg)
- 2000: Freiburg V 3.0 (12"/CD)
- 2000: Variationen I + II (2 EPs; Variations)
- 2002: Hi Freaks I + II (2×12"/CD)
- 2002: This Boy Is Tocotronic (12"/CD)
- 2005: Aber hier leben, nein danke (12"/CD; But living here, no, thanks)
- 2005: Gegen den Strich (12"/CD); Against the grain)
- 2005: Pure Vernunft darf niemals siegen Remixes (12"/CD on Kompakt Records; Reason must not prevail)
- 2007: Kapitulation (12"/CD; Surrender)
- 2007: Imitationen (12"/CD; Imitations)
- 2007: Sag alles ab (7", limited edition: 1.500 pieces, handnumbered; Call off everything)
- 2010: Macht es nicht selbst (7"/12"; Don't do it yourselves)
- 2010: Im Zweifel für den Zweifel (7":When in Doubt, for the Doubt)
- 2010: Die Folter endet nie (7":The Torture never ends)
- 2013. Auf dem Pfad der Dämmerung (7":On the Path of Twilight)